# Косар рожевий
Косар рожевий (Platalea ajaja) — вид птахів родини ібісових, поширених в Америці.

## Таксономія, номенклатура
Нерідко ранг виду піднімають до родового рівня, з визнанням роду Ajaja. Назва Ajaja, найімовірніше, пов'язана зі звукоімітацією, походить з мови «тупі» (Tupi — діалект індіанців Бразилії).

## Опис
Косар рожевий досягає довжини приблизно 86 см. Ділянки спини корсаря рожевого білі, крила і груди мають яскраве червоне забарвлення. Довгі ноги-ходулі, типові для лелекоподібних, забарвлені в червоний колір. Дзьоб і голова від сірого до чорного кольору, біля основи дзьоба є жовта пляма. Типова для виду форма дзьоба має форму ложки.

## Поширення
Косар рожевий віддає перевагу теплим, сонячним вологим районам Флориди, особливо Еверглейдс. Їх можна спостерігати в тій же самій області, де мешкають алігатори або пуми, здобиччю яких вони також є. Проте, Косар рожевий не зимує у Флориді, а мігрують до Чилі або Аргентини.

## Розмноження
Косар рожевий гніздяться у великих колоніях. У гніздо висотою до 30 см самка відкладає від 3 до 5 яєць. Через 21 день висиджування з'являються пташенята. Спочатку їх вигодовують батьківські птиці, відригуючи попередньо перетравлену їжу доти, поки вони самостійно не зможуть взяти їжу із дзьоба батьків. Через 8 тижнів птахи стають самостійними і можуть літати.

## Загрози
Косар рожевий вважався раніше видом, якому загрожувало вимирання. Всього 100 років тому він був на межі вимирання. Пір'я цієї прекрасної тварини використовувалися модельєрами для своїх творінь і оплачувалися в три рази дорожче вартості золота. Сьогодні загрозу являє полювання на птахів у місцях зимівлі, в США птах знаходиться під охороною.
Вся популяція оцінюється від 100 тис. до 250 тис. птахів.

## Світлини

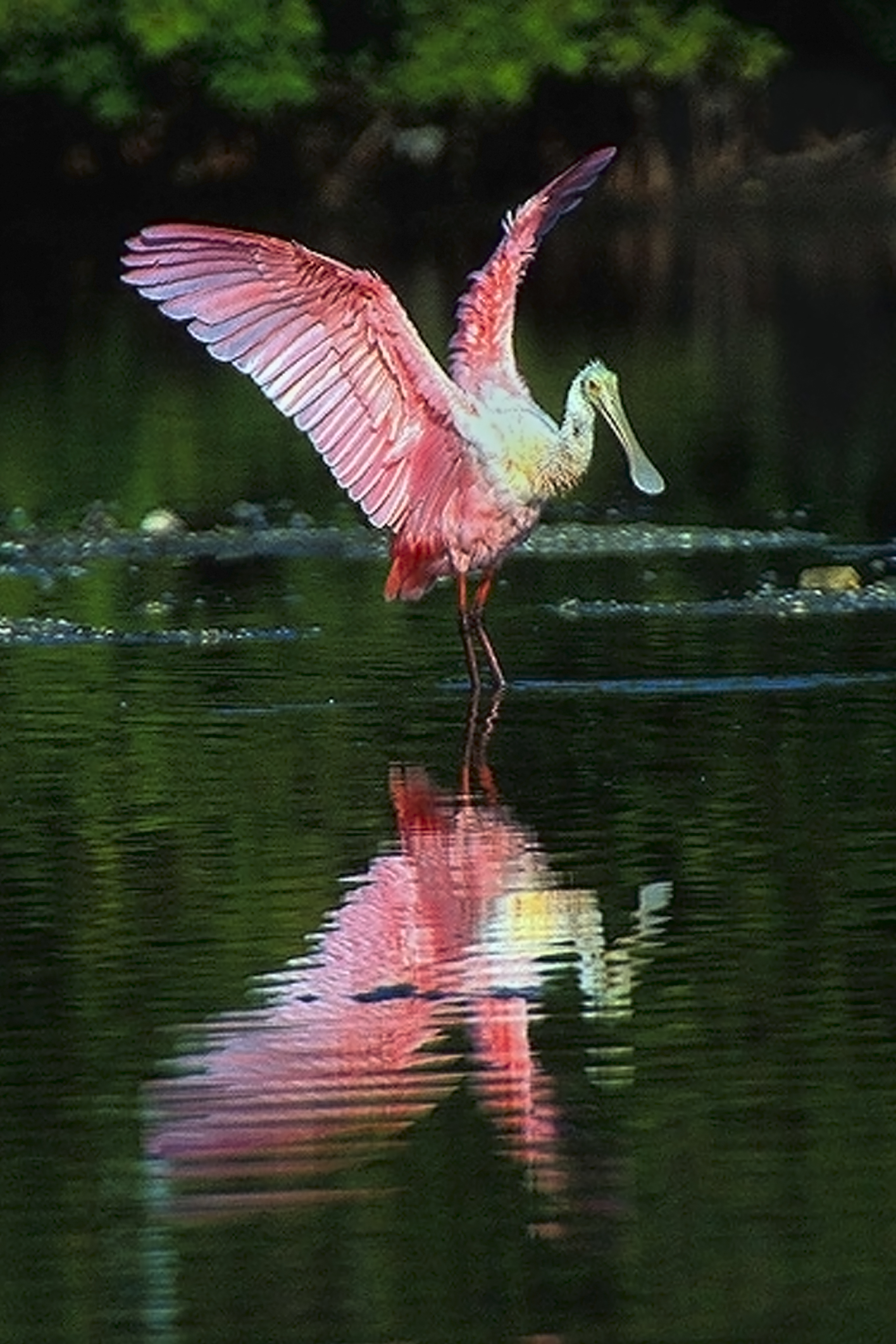
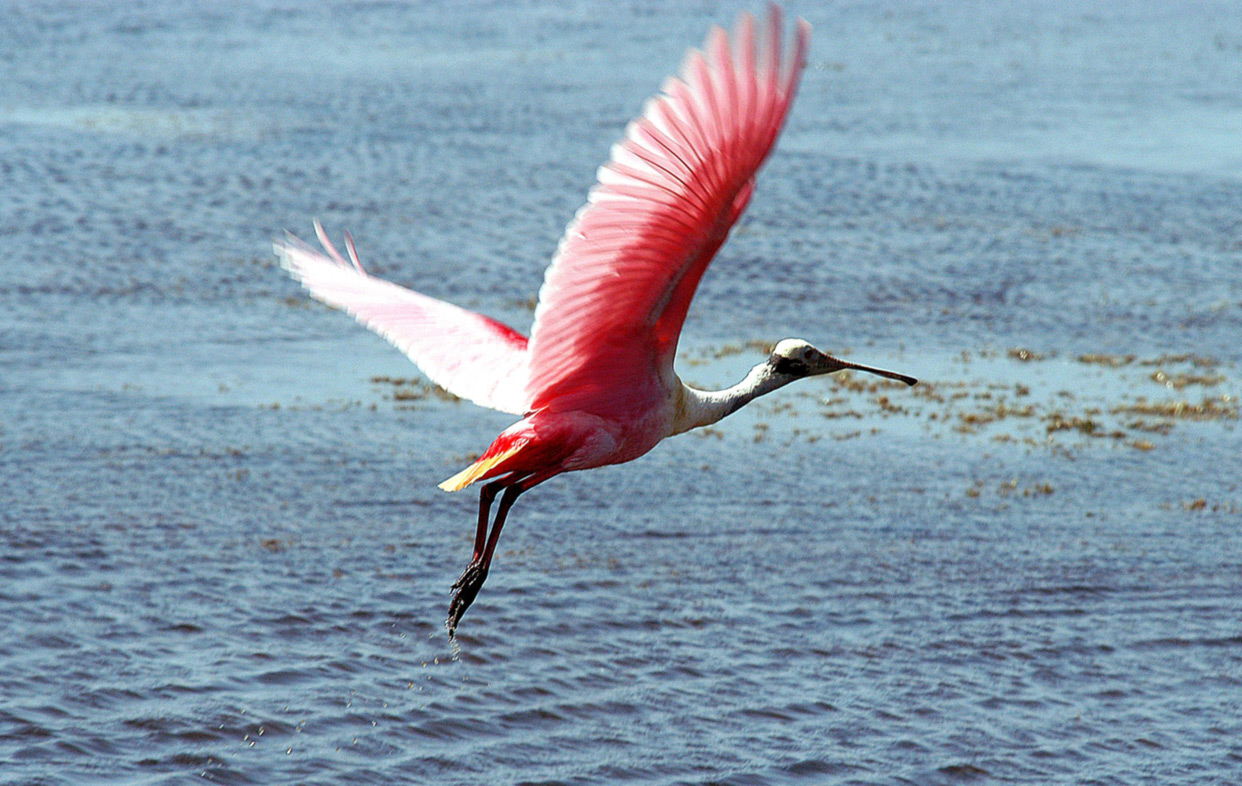
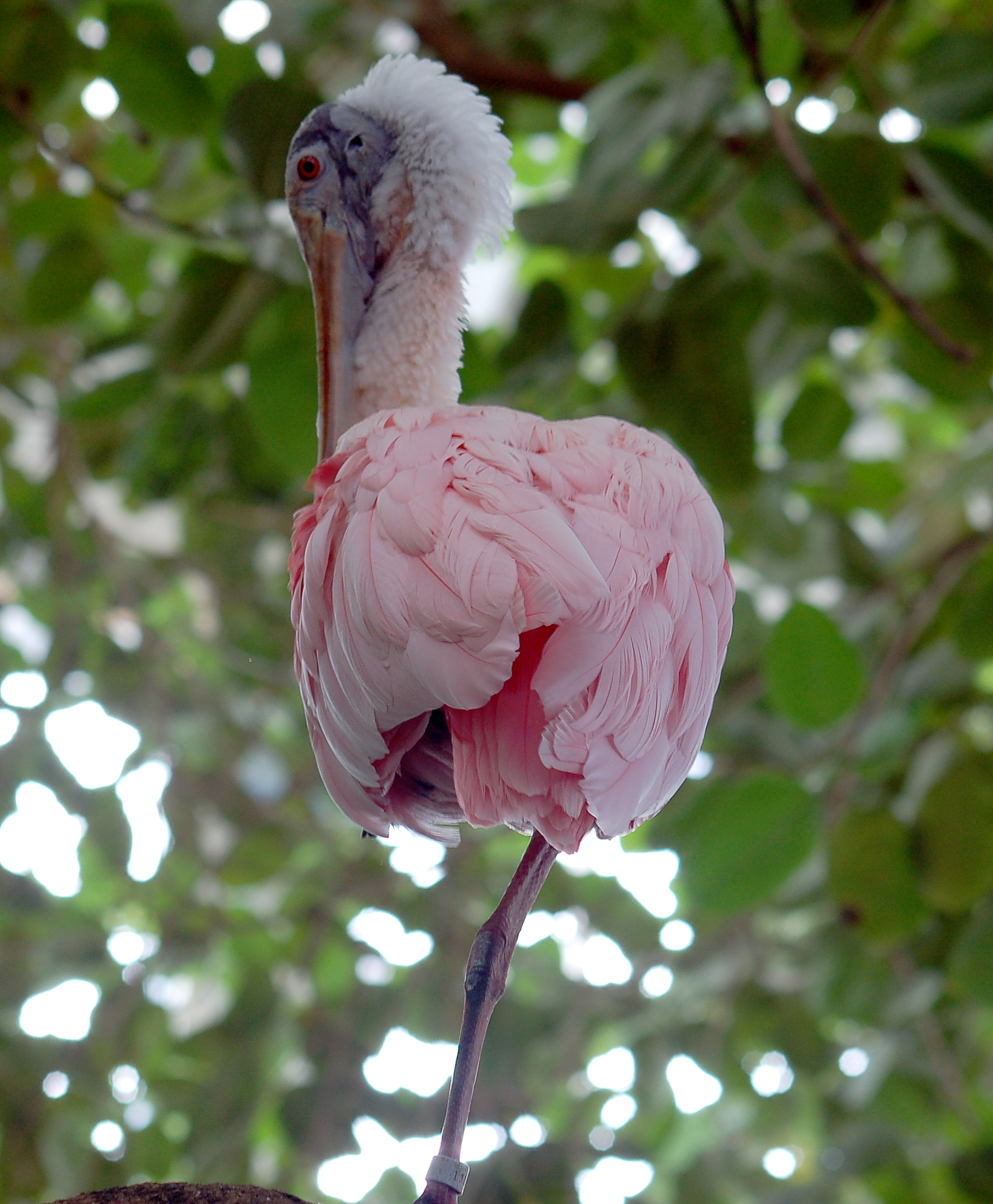
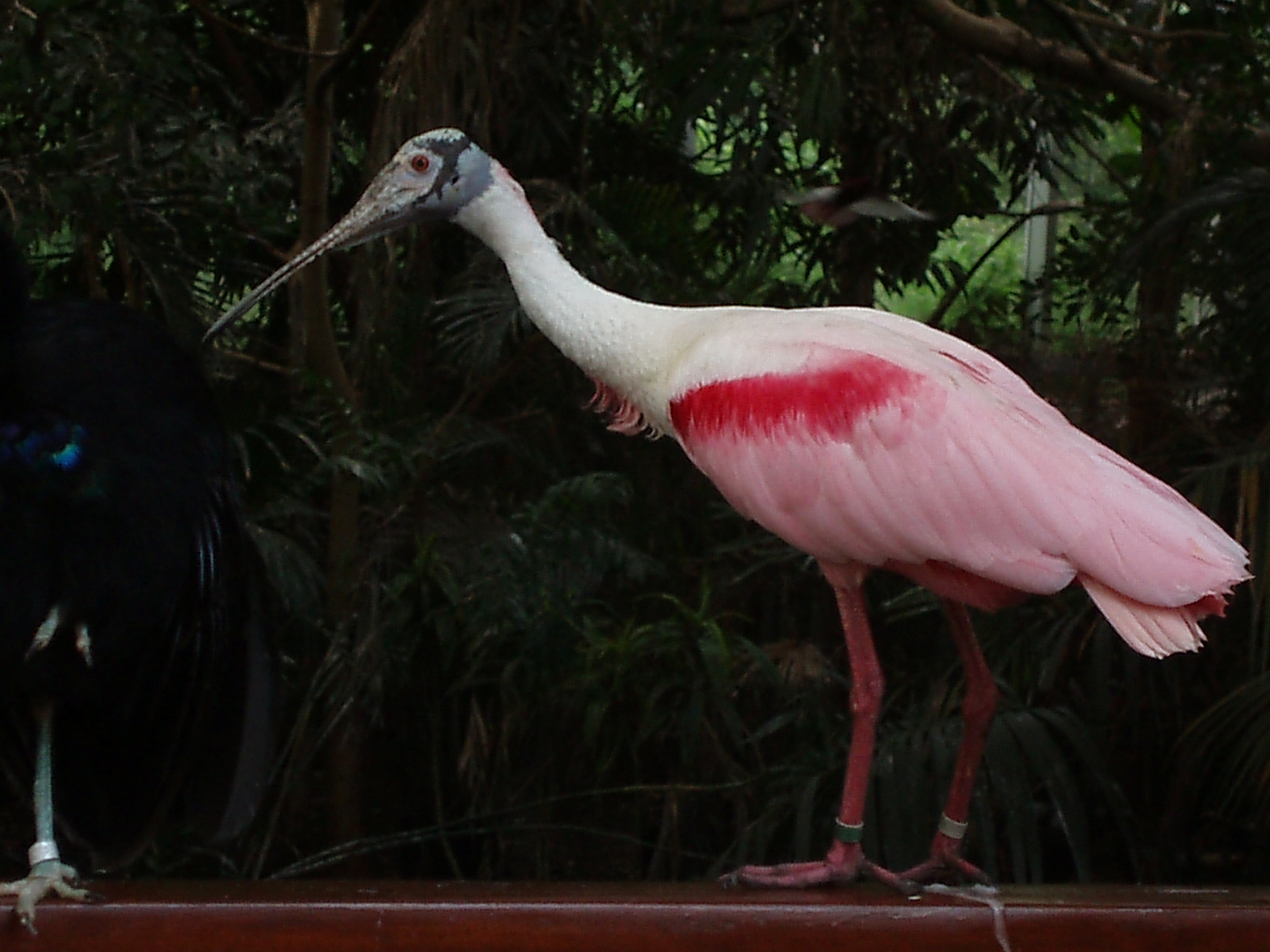
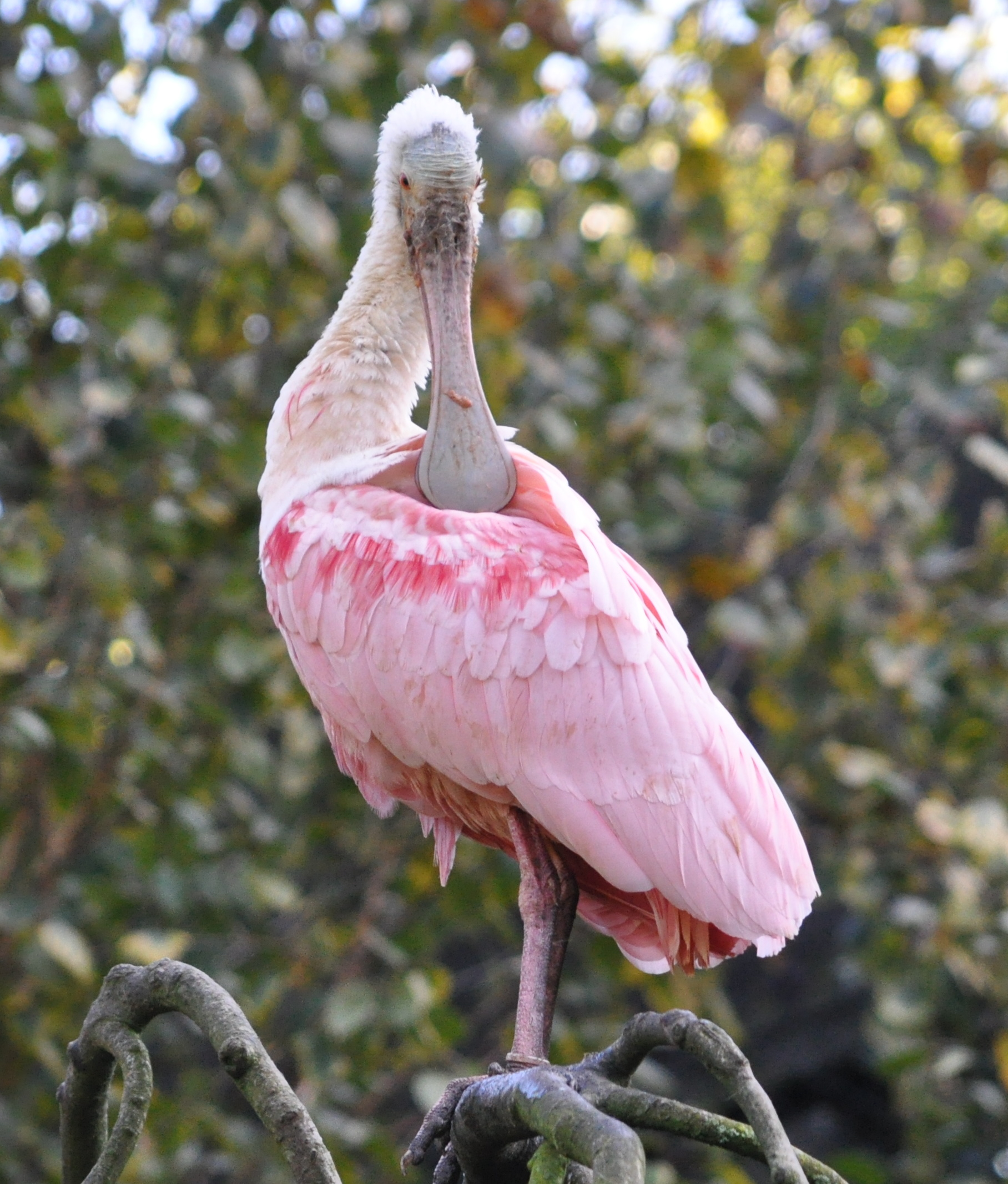
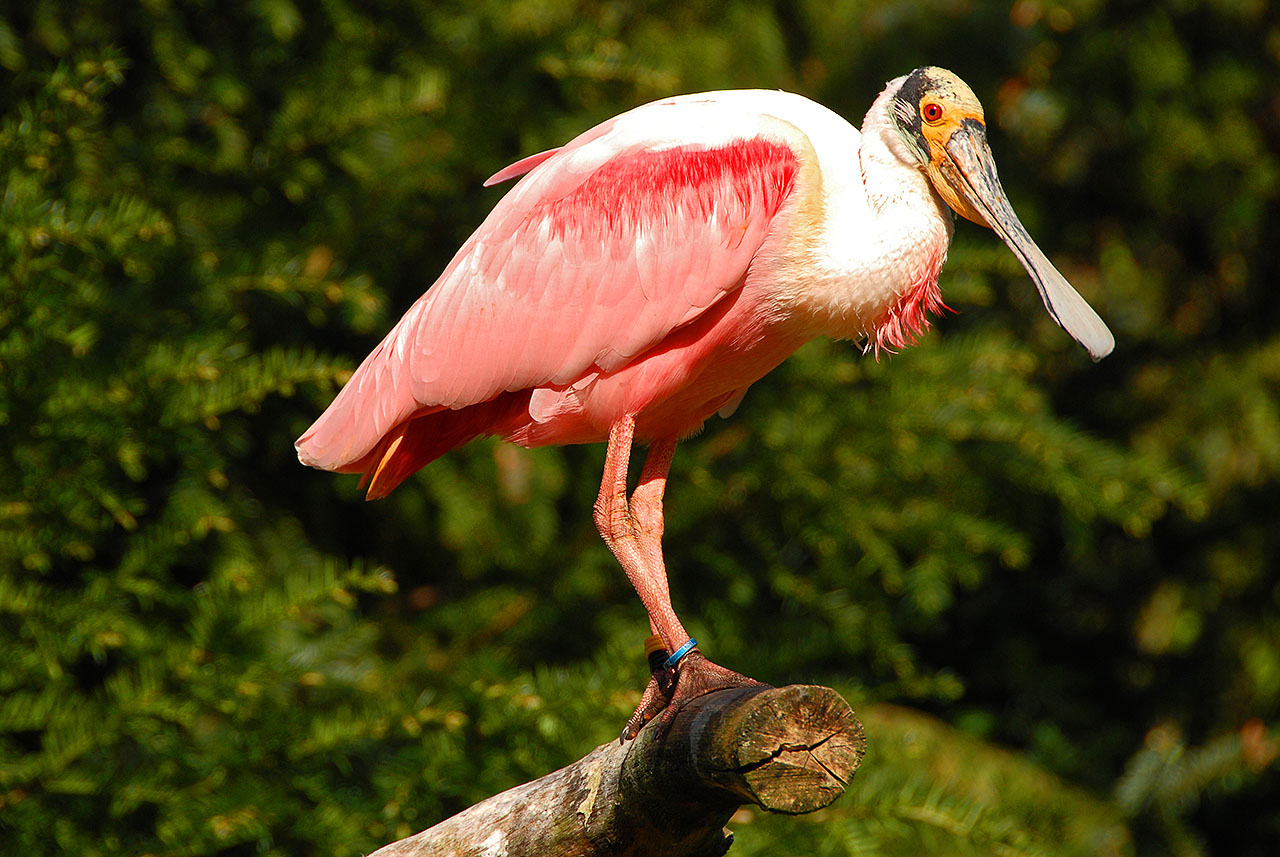